# 氯乙烷
氯乙烷或一氯乙烷，是一种无色可燃气体，分子式为C2H5Cl，缩写为EtCl。

## 制取
氯乙烷可由乙烯和氯化氢在氧化铝催化剂和130～250℃条件下反应制得：
C2H4 + HCl → C2H5Cl
此外还可以用乙醇和盐酸或者乙烷和氯气进行反应来制取氯乙烷。但这些方法都不够经济。

## 化学性质
氯乙烷可以在热的氢氧化钠水溶液中发生水解：
EtCl + NaOH {\displaystyle \to } EtOH + NaCl
由於氯乙烷是一種一級鹵代烷，因此該反應是以雙分子親核取代反應的機理進行。
氯乙烷还可以在热的氢氧化钠醇溶液中发生消去：
EtCl + NaOH {\displaystyle \to } CH2=CH2 + NaCl + H2O

## 应用
氯乙烷为局部麻醉药；喷射于皮肤，由于急速挥发，吸收热量，能使局部表层组织冷冻而失去感觉；可用于小脓肿切开等手术；吸入体内能抑制中枢神经系统，引起全身麻醉。